# Татарский, Иерофей Алексеевич
Иерофей Алексеевич Татарский (4 [16] октября 1850, Харьковская губерния — после 1916) — русский литературовед; заслуженный профессор и почётный член Московской духовной академии.

## Биография
Родился в семье дьякона 4 (16) октября 1850 года в слободе Сенькова Купянского уезда Харьковской губернии.
В 1865 году окончил Купянское духовное училище, в 1871 году — Харьковскую духовную семинарию, а в 1875 году — Московскую духовную академию (1-й магистрант практического отделения XXX курса).
В течение года преподавал в Харьковской семинарии на кафедре психологии, обзора философских учений и педагогики. В 1876 году получил в Московской духовной академии диплом кандидата богословия и, после прочтения пробных лекций о «Дон Кихоте» Сервантеса и писателе Д. И. Фонвизине, стал приват-доцентом академии по кафедре словесности и истории литературы. До 1886 года преподавал античную, средневековую и западноевропейскую литературу; в августе 1884 года в связи с введением нового устава был переименован в исправляющего должность доцента по кафедре теории словесности и истории иностранных литератур.
В декабре 1886 года защищал магистерскую диссертацию «Симеон Полоцкий (Его жизнь и деятельность)», которую Святейший Синод не утвердил из-за возражений ректора Московской духовной академии архимандрита Христофора. Однако было получено разрешение защищать её в другой академии. Ректор Казанской академии, архиепископ Палладий, дал положительный отзыв о диссертации и в феврале 1888 года И. А. Татарский получил звание магистра богословия. В мае 1888 года он был утверждён в звании доцента Московской духовной академии.
С марта 1893 года — экстраординарный профессор Московской духовной академии; в 1895—1896 гг. исправлял должность инспектора. С октября 1901 года — заслуженный экстраординарный профессор. Преподавал до 1902 года, когда вышел в отставку по болезни, став почётным членом академии. По выходе на пенсию жил в Харьковской губернии.